# Lago Ciardonnet
Il lago Ciardonnet (a volte chiamato anche Chardonnet) è un lago alpino situato a 2.552 metri di altezza nel Parco naturale Orsiera-Rocciavrè, in comune di Roure (TO).

## Morfologia

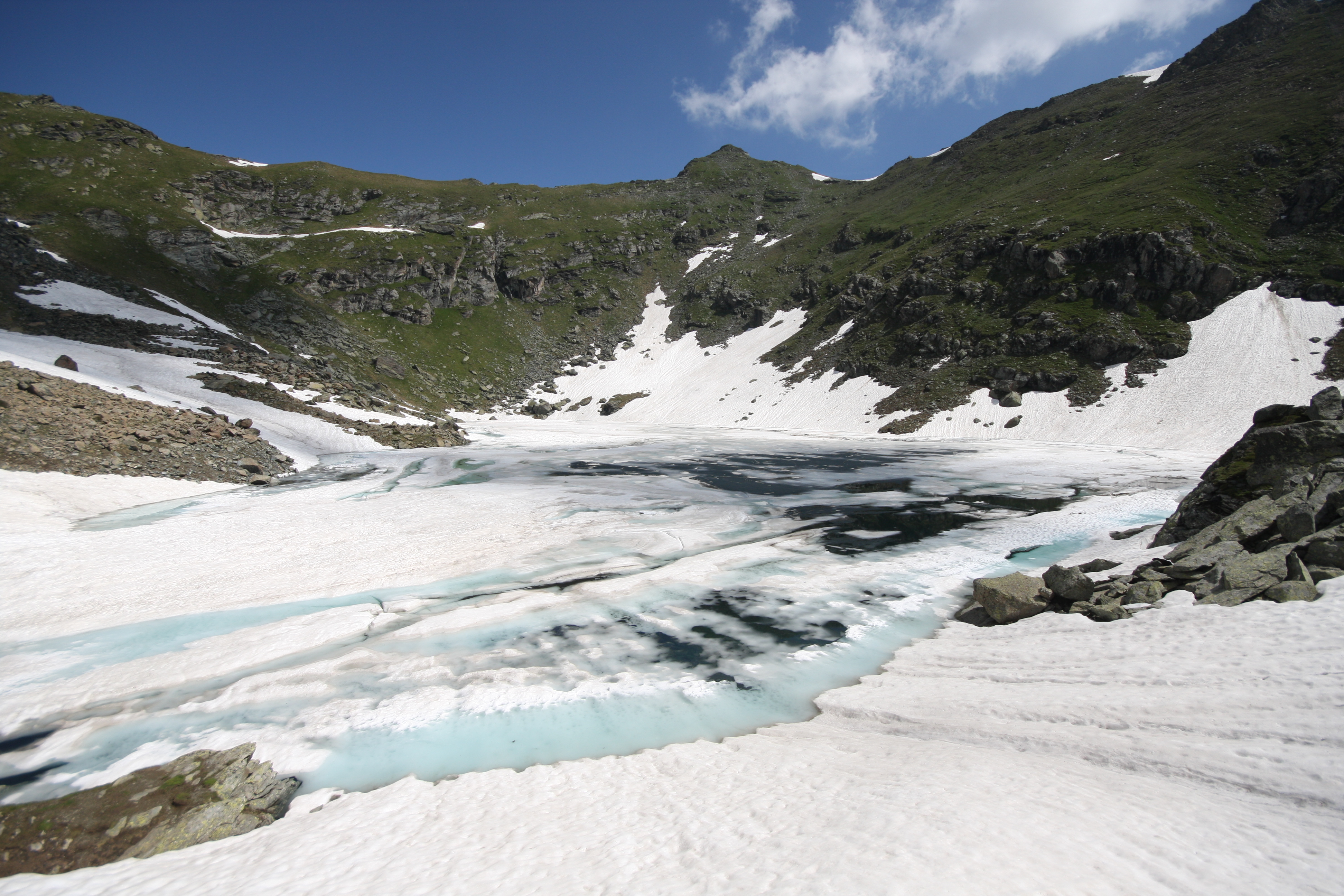
Il lago al disgelo

Il lago ha all'incirca la forma di un triangolo isoscele con il lato più corto orientato in senso est/ovest e il vertice opposto situato a nord. Si trova al centro di una conca dominata in destra idrografica dalle due cime che formano il monte Orsiera e chiusa, sulla sinistra, dalle punte Gavia e Rocca Nera.

## Escursionismo
Al lago si può accedere facilmente seguendo il sentiero n° 336 che, con partenza dal Rifugio Selleries, raggiunge lo specchio d'acqua passando per l'alpe omonima.